# Vulcano complesso

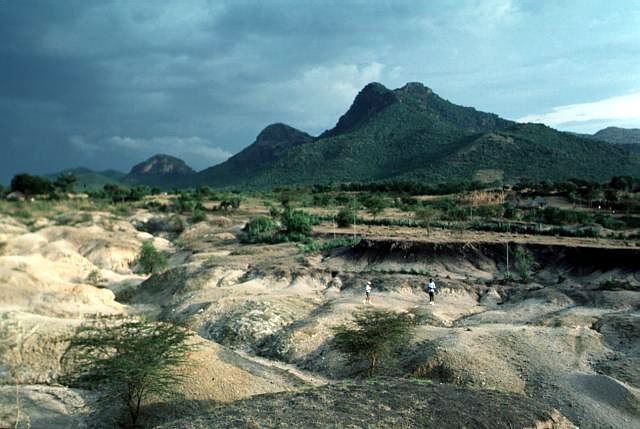
Monte Homa (Kenya) nel 1994

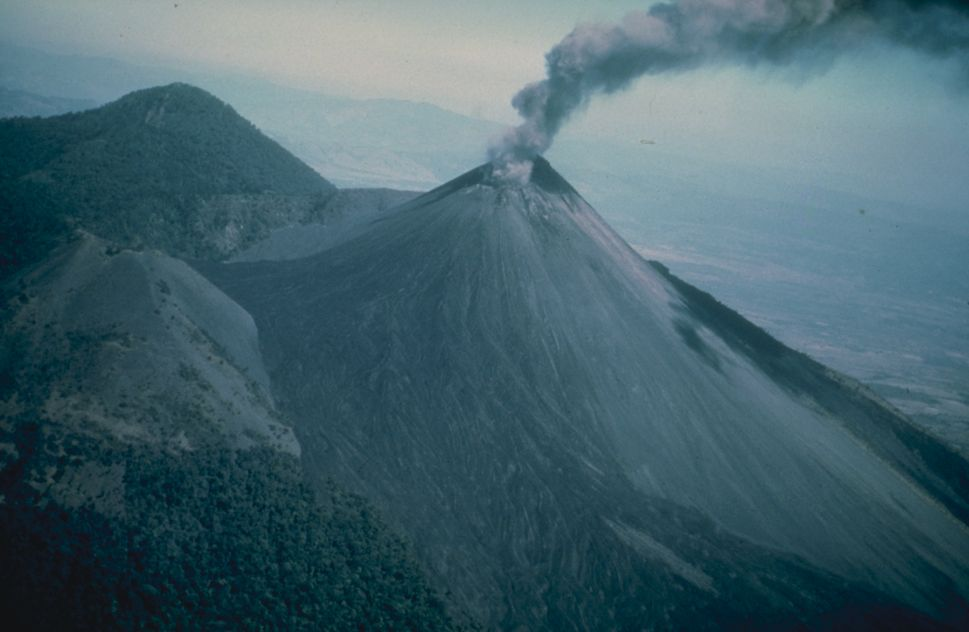
Un'eruzione del Pacaya (Guatemala) nel 1976

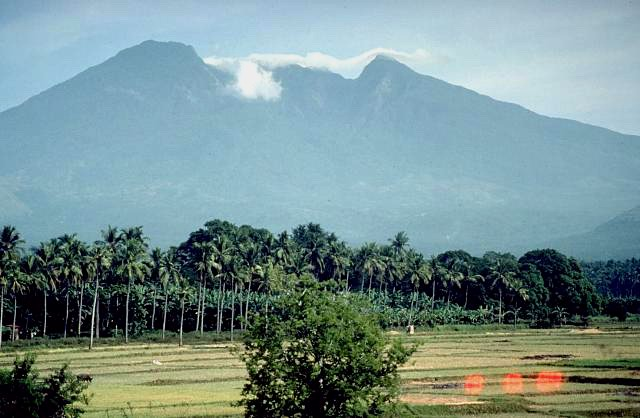
Monte Banahaw, Luzon (Filippine) nel 1989

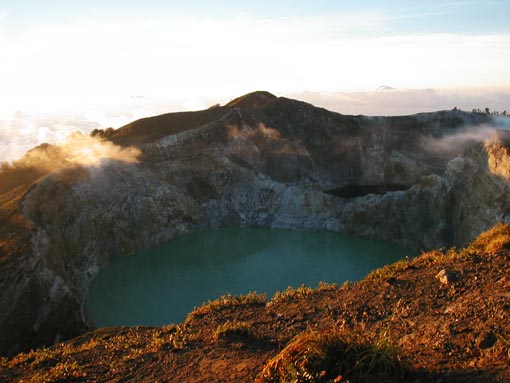
Kelimutu, Flores (Indonesia)

Un vulcano complesso, a volte chiamato anche (sebbene impropriamente) vulcano composito, è una formazione geografica che consiste di centri vulcanici collegati nonché dei flussi di lava e delle rocce piroclastiche ad essi associate. Essi possono formarsi a causa di cambiamenti nelle abitudini eruttive o nell'ubicazione dell'area di sbocco principale di un particolare vulcano. Gli stratovulcani possono formare anche una vasta caldera che viene riempita da un duomo di lava, o altrimenti da molteplici piccoli coni di scorie; i duomi di lava e i crateri possono svilupparsi sul bordo della caldera.
Pur essendo un tipo relativamente insolito di vulcani, sono molto diffusi nel mondo e nella storia geologica. I tufi derivanti da flussi di cenere metamorfosati sono diffusi nelle rocce precambriane del Nuovo Messico settentrionale, il che indica che i complessi delle caldere sono stati importanti in gran parte della storia della Terra. Il Parco nazionale di Yellowstone sorge su tre complessi di caldere parzialmente coperte. Anche la Caldera della Long Valley nella California orientale è un vulcano complesso; le Montagne San Juan nel Colorado nord-occidentale si sono formate su un gruppo di complessi di caldere dell'età del Neogene, e la maggior parte delle rocce mesozoiche e cenozoiche del Nevada, dell'Idaho e della California orientale sono anch'esse complessi di caldere con i loro tufi derivanti da flussi di cenere eruttiva. La Caldera del lago Bennett nella Columbia Britannica e nel Territorio dello Yukon è un altro esempio di complesso di caldere del Cenozoico (Eocene).

## Esempi
- Akita-Yake-Yama (Honshū, Giappone)
- Asacha (Penisola di Kamchatka, Russia)
- Asama (Honshū, Japan)
- Kusatsu-Shirane (Kusatsu, Gunma, Giappone)
- Banahaw (Luzon, Filippine)
- Caldera del lago Bennett (Columbia Britannica/Yukon, Canada)
- Complesso vulcanico del Monte Edziza (Columbia Britannica, Canada)
- Galeras (Colombia, America Meridionale)
- Gruppo del Grozny (Isole Curili, Russia)
- Hakone (Giappone)
- Monte Homa (Kenya)
- Irazú (Costa Rica)
- Isola d'Ischia (Italia)
- Kelimutu (Flores, Indonesia)
- Las Pilas (Nicaragua)
- Caldera della Long Valley  (California, Stati Uniti)
- Isole Heard e McDonald (Oceano Indiano, Australia)
- Monte Marapi (Sumatra, Indonesia)[5]
- Monte Meager (Columbia Britannica, Canada)
- Morne Trois Pitons (Dominica)
- Mundua (Nuova Britannia, Papua-Nuova Guinea)
- Pacaya (Guatemala)
- Monte Puyehue-Cordon Caulle (Cile)
- Rincón de la Vieja (Costa Rica)
- Caldera di Silverthrone  (Columbia Britannica, Canada)
- Stretto di St. Andrew (Isole dell'Ammiragliato, Papua-New Guinea)
- Monte Taal (Batangas, Filippine)
- Monte Talinis, (Negros Oriental, Filippine)
- Three Sisters (Oregon) (Oregon, Stati Uniti)[3]
- Te Tatua-a-Riukiuta (Auckland, Nuova Zelanda)
- Tongariro (Nuova Zelanda)
- Valles Caldera (Nuovo Messico, Stati Uniti)
- Whale Island (Nuova Zelanda)
- Caldera di Yellowstone (Wyoming, Stati Uniti)
- Etna (Italia)